# Openfire
Openfire — кроссплатформенный XMPP-сервер, написанный на Java под лицензией Apache License 2.0.

#### История
Проект Jive Messenger был разработан Jive Software в 2002 году для их веб чата FastPath используемого для поддержки клиентов на сайтах. В 2005 году он был переименован в Wildfire. В 2007 году из-за проблем с торговой маркой был снова переименован в Openfire. В 2008 году исходный код был открыт. В 2016 году проект был передан в сообщество Ignite Realtime во главе с Дэвидом Кридлендом. С 2017 года продукт русифицирован.

#### Возможности
Большая часть задач администрирования сервера решается через веб-интерфейс под управлением Jetty, доступный на портах 9090 (HTTP) и 9091 (HTTPS) по умолчанию. Администраторам доступно редактирование настроек сервера, добавление и удаление пользователей, комнат конференций и так далее.
Программная архитектура сервера обеспечивает поддержку плагинов. Для хранения сообщений и профилей пользователей сервер использует реляционную базу данных, к которой подключается по JDBC, поддерживаются Oracle Database, Microsoft SQL Server, PostgreSQL, IBM DB2, Adaptive Server Enterprise, MySQL, а также встраиваемая СУБД HSQLDB.
Поддерживается до 50 тыс. одновременных пользователей на сервер. Возможно горизонтальное масштабирование — запуск нескольких экземпляров сервера на различных узлах при работе с распределённой базой данных (поддерживается распределённый резидентный грид Hazelcast).
Обеспечена интеграция со LDAP — участниками сети могут быть пользователи Active Directory, а выбранные группы можно автоматически публиковать в списках контактов Jabber-совместимого клиента. Кроме того, возможна аутентификация пользователей посредством сторонних источников данных.
Также Ignite Realtime разрабатывает XMPP-клиент Spark для рабочего стола основанный на их же Java библиотеке Smack. Этот клиент сейчас не является приоритетным в разработке но у него поддерживается полная совместимость с Openfire. 